# Capsicum villosum
Capsicum villosum là loài thực vật có hoa trong họ Cà. Loài này được Sendtn. mô tả khoa học đầu tiên năm 1846.